# Inajá (Paraná)
Inajá ist ein brasilianisches Munizip im Bundesstaat Paraná. Es hat 2536 Einwohner (2022), die sich Inajaenser nennen. Seine Fläche beträgt 195 km². Es liegt 408 Meter über dem Meeresspiegel.

## Etymologie
Die ersten Bewohner trafen noch Carnaubapalmen an. In ihrer Heimat, dem Nordosten Brasiliens, werden diese auch Inajá-Palmen genannt. Sie gaben deshalb ihrer neuen Heimat den Namen dieser Palme.

## Geschichte
Wie fast alle Städte im Gebiet des nordwestlichen Paraná entstand auch Inajá aus der Erschließungstätigkeit der Companhia Terras Norte do Paraná, der heutigen Companhia Melhoramentos Norte do Paraná (CMNP). Nach der Gründung mehrerer Städte und Siedlungen und der Rodung und Besiedlung der nördlichen Region von Paraná veranlasste die CMNP im Juni 1952 die Vermessung und Abgrenzung des Gebiets, in dem das Patrimonium Inajá entstand.
Die Pioniere der Gemeinde Inajá, die die ersten Kapitel ihrer Geschichte schrieben, waren Familien aus São Paulo, Minas Gerais, dem Nordosten, Santa Catarina, Rio Grande do Sul sowie aus Deutschland, Italien, Spanien, Japan und Portugal. Einer der Faktoren für die dauerhafte Ansiedlung der Landbevölkerung war die Aufteilung der Bauernhöfe um die Stadt herum. Das Unternehmen hob hauptsächlich auf den Verkauf kleiner Grundstücke ab. Die Käufer waren an der Nähe zum Gemeindesitz interessiert. Denn die meisten dieser Familien versorgten das Patrimonium mit Gartenbauprodukten, die sie in ihren kleinen Betrieben im Überfluss produzierten.
Mit der Ankunft der Migrationsfront begann eine Phase des Fortschritts und der Aktivitäten mit dem Bau der wichtigsten Grundlagen der Siedlung: einer Pension, einer Apotheke, einer Schule und einer Kirche. Diese wurde dem Schutzpatron des Ortes, Sankt Peter, geweiht.
Mit dem Staatsgesetz Nr. 106 vom 13. Juni 1955 wurde Inajá in den Rang eines Bezirks erhoben, der zur Gemeinde Nova Esperança gehörte. Später wurde es Teil der Gemeinde Paranacity. Am 25. Januar 1961 wurde Inajá gemäß dem Staatsgesetz Nr. 4.338 zum Munizip erhoben und von der Gemeinde Paranacity abgetrennt. Am 15. November 1961 wurde der erste gewählte Bürgermeister, Antonio Henrique Phillipi, vereidigt.

## Geografie

### Lage
Inajá liegt in der Dritten Hochebene von Paraná, in der Mikroregion Paranavaí und der Mesoregion Nordwest-Paraná.

### Klima
Inajá ist durch ein tropisches Klima geprägt. Über die meiste Zeit im Jahr gibt es viel Niederschlag und nur wenige Trockenperioden. Die Klimaklassifikation nach Köppen und Geiger ist Am. Die Temperatur liegt im Jahresdurchschnitt bei 23,0 °C. Die jährliche Niederschlagsmenge beträgt 1323 mm Niederschlag.

### Gewässer
Inajá liegt am Paranapanema, der die gesamte nördliche Grenze zum Bundesstaat São Paulo bildet. Flussabwärts beginnt der Stausee des Wasserkraftwerks Rosana. Die westliche Grenze bildet der Ribeirão São Francisco, der im Norden des Munizips in den Paranapanema mündet.

### Straßen
Inajá ist über die Staatsstraße PR-464 mit Paranacity im Süden und Paranapoema im Nordosten sowie über die PR-556 mit Santo Antônio do Caiuá im Westen verbunden.

### Nachbarmunizipien
|                        | Teodoro Sampaio (São Paulo)                 | Paranapoema |
| Santo Antônio do Caiuá | Kompassrose, die auf Nachbargemeinden zeigt |             |
| São João do Caiuá      | Paranacity                                  |             |

## Demografie

### Bevölkerungsentwicklung
| Jahr | Einwohner | Stadt | Land  |
| ---- | --------- | ----- | ----- |
| 1970 | 4.373     | 1.466 | 2.907 |
| 1980 | 2.684     | 1.490 | 1.194 |
| 1991 | 2.642     | 2.026 | 616   |
| 2000 | 2.915     | 2.305 | 610   |
| 2010 | 2.988     | 2.761 | 227   |
| 2022 | 2.536     |       |       |

Quelle: IBGE (2011) und Volkszählung 2022

### Ethnische Zusammensetzung
Ethnische Gruppen nach der statistischen Einteilung des IBGE (Stand: 1991, 2000 und 2010)
| Gruppe * | 1991  | 2000  | 2010  | |
| --- | ----- | ----- | ----- | --- |
| Branca | 1.514 | 1.433 | 1.233 | wer sich als „weiß“ erklärt                                                                                 |
| Preta | 98    | 108   | 108   | wer sich als „schwarz“ erklärt                                                                              |
| Amarela | 23    | 26    | 21    | fernöstliche Herkunft wie japanisch, chinesisch, koreanisch etc.                                            |
| Parda | 990   | 1.343 | 1.617 | wer sich als „braun“ erklärt oder sich mit einer Mischung von zwei oder mehr der fünf Gruppen identifiziert |
| Indígena | -     | -     | 9     | wer sich als „Ureinwohner“ oder „Indio“ erklärt                                                             |
| Sem declaração | 17    | 5     | -     | |
| Gesamt | 2.642 | 2.915 | 2.988 | |
| *) Das IBGE verwendet für Volkszählungen ausschließlich diese fünf Gruppen. Es verzichtet bewusst auf Erläuterungen. Die Zugehörigkeit wird vom Einwohner selbst festgelegt. |       |       |       | |

Weblinks
- Prefeitura Municipal